# (175) Andròmaca
(175) Andròmaca és un asteroide que s'hi troba al cinturó d'asteroides descobert per James Craig Watson l'1 d'octubre de 1877 des de l'observatori Detroit d'Ann Arbor, als Estats Units d'Amèrica. Rep el nom per Andrómaca, un personatge de la mitologia grega.
Andromache està situat a una distància mitjana de 3,185 ua del Sol, podent apropar-se fins a 2,444 ua. La seva excentricitat és 0,2326 i la inclinació orbital 3,219°. Fa una òrbita completa al voltant del Sol, al cap de 2.076 dies.